# Замок Зигберг
Замок Зигберг (нем. Burg Sigberg) — руины средневекового замка недалеко от австрийской коммуны Гёфис (федеральная земля Форарльберг); был построен на вершине холма в середине XIII века, а в 1355 году был завоеван и разрушен войсками графа Рудольфа фон Фельдкирха. В 1435 году замок был разрушен солдатами графа Фридрихом фон Тогенбурга и к началу XVII века он окончательно превратился в руины: замковая часовня продолжала функционировать до 1637 года. В XXI веке вся территория вокруг руин и сами остатки замка внесены в список памятников архитектуры.